# Iêda Marques
Iêda Marques (Boninal, 1953) é fotógrafa e ativista comunitária brasileira, autora do livro Lembranceiras, Imaginário e Realidade. 

## Biografia
Natural de Boninal, a baiana Iêda Marques se mudou com sua família para São Paulo, onde iniciou, no ano de 1974, seus estudos em pedagogia na Universidade de São Paulo, sendo que, em 1975, teve de interrompê-los quando sua família decidiu voltar para a Bahia.
Após ter seus primeiros contatos com esta arte no ano de 1976, quando concluiu o curso profissional de fotografia, a fotógrafa baiana Iêda Marques passou a se dedicar na arte da fotografia como uma atividade central em sua vida.

## Fotografia
Apesar de se definir como uma “fotógrafa intuitiva”, Iêda Marques tem uma obra fotográfica na qual ela explora as tradições culturais da Chapada Diamantina, enaltecendo as raízes sertanejas, a despeito de ter morado em locais tão distantes quanto Barreiras, Salvador, São Paulo e Londres.. 
 A cultura sertaneja precisa ser valorizada como forte potencial cultural.— Iêda Marques
No foco de sua lente, com destaque nas viagens do tropeiro Chico Moreno, destaca-se o retrato do povo humilde da Chapada Diamantina, seja da zona rural, seja da zona urbana.

### Exposições de fotografias
Realizou diversas exposições de sua obra fotográfica pelo Brasil, destacando-se:
- Fotobahia (1980), exposição realizada em Salvador (BA)[3]
- I Fotonordeste (1984), exposição itinerante no Brasil promovida pela Funarte[3]
- Brasil, Cenários e Personagens (1988), exposição itinerante no Brasil e exterior promovida pela Funarte[3]
- I Bienal Fotobahia (1988), exposição realizada no Museu de Arte Moderna da Bahia, situado em Salvador (BA)[3]
- Produção Contemporânea da Mulher Fotógrafa no Brasil (1989), exposição realizada na FUNARTE, situada no Rio de Janeiro (RJ)[3]
- Mujeres vistas por Mujeres (1989), exposição itinerante realizada na América Latina[3]
- Mostra de Fotografia Contemporânea Bahiana (1995), exposição realizada no SEBRAE e no Museu de Arte Moderna da Bahia, ambos situados em Salvador (BA)[3]
- Novas Travessias, Contemporary Photography in Brazil (1996), exposição realizada na The Photographer’s Gallery, situada em Londres (Inglaterra)[3]
- Casas do Brasil (2006), exposição realizada no Museu da Casa Brasileira, situada em São Paulo (SP)[5].
- 18ª Coleção Pirelli/MASP de Fotografia (2010), exposição realizada no Museu de Arte de São Paulo Assis Chateaubriand (MASP)[5].
- Luz do Interior - 5º Festival A Gosto da Fotografia (2009), exposição realizada na Galeria do Conselho, situada em Salvador (BA)[3]
- A Arte da Lembrança - A Saudade na Fotografia Brasileira (2015), exposição realizada no Itaú Cultural[5].

## Liderança comunitária
Apesar de se definir como uma “fotógrafa intuitiva”, Iêda Marques também desenvolve atividades comunitárias como projetos de educação ambiental e, também, de agricultura familiar nas proximidades da zona urbana de Boninal, para onde retornou em 1998.

## Livros publicados
- Iêda Marques - Lembranceiras, Imaginário e Realidade (2012)

## Prêmios e homenagens
- Vencedora do Prêmio Marc Ferrez de Fotografia (1998), conferido pela Funarte/MinC[6].